# Токмак
 Тази статия е за града в Украйна.  За града в Киргизстан вижте Токмок.  
Токмак (на украински: Токмак) е град в Запорожка област, Югоизточна Украйна.
Има население 35 300 души (2005). Градът е основан на 1 април 1784 г.
Токмак е окупиран от Русия в началото на март 2022 година, в първите дни на Руското нашествие.

## Население
- 36 760 души (2001)
- 35 300 души (2005)